# Urkionys
Urkionys är en ort i Litauen. Den ligger i den sydöstra delen av landet, 50 km sydväst om huvudstaden Vilnius. Urkionys ligger 127 meter över havet och antalet invånare är 129.
Terrängen runt Urkionys är platt. Runt Urkionys är det ganska glesbefolkat, med 26 invånare per kvadratkilometer. Närmaste större samhälle är Varėna, 16,8 km sydväst om Urkionys. I omgivningarna runt Urkionys växer i huvudsak blandskog.